# Złoty Kij (KHL)
Złoty Kij (ros. Золотая клюшка) – nagroda przyznawana corocznie zawodnikowi w rosyjskich rozgrywkach hokeja na lodzie KHL.
Wyróżnienie zostało ustanowione w 1993 roku. Przyznawały go tygodnik "Hokej" (1993-2000), następnie firma Ewraz (2000-2002) i spółka KROK Inc (od sezonu 2002/2003).
Trofeum otrzymuje hokeista uznany Najbardziej Wartościowym Graczem (MVP) w rundzie zasadniczej sezonu. Wpierw wyznacza się nominowanych graczy. Wyboru dokonują trenerzy w głosowaniu podając trzech najlepszych według siebie zawodników (pierwszy dostaje 3 punkty, drugi 2 punkty, trzeci 1 punkt).
Jest przyznawana od sezonu 1993/1994 najwyższych rozgrywek hokejowych na terenie obecnej Rosji. Od tego czasu obejmuje sezony:
- Superliga rosyjska w hokeju na lodzie (1993-2008)
- Kontinientalnaja Chokkiejnaja Liga (od 2008)

## Nagrodzeni
| Sezon     | Zawodnik                                       | Klub                                          |               |
| --------- | ---------------------------------------------- | --------------------------------------------- | ------------- |
| 1993/1994 | Andriej Nikoliszyn                             | Dinamo Moskwa                                 |               |
| 1994/1995 | Jewgienij Nabokow Oleg Biełow Dmitrij Dienisow | Dinamo Moskwa CSKA Moskwa Saławat Jułajew Ufa |               |
| 1995/1996 | Jurij Leonow Rail Muftijew                     | Dinamo Moskwa Saławat Jułajew Ufa             |               |
| 1996/1997 | Jewgienij Korieszkow                           | Mietałłurg Magnitogorsk                       |               |
| 1997/1998 | Andriej Tarasienko                             | Łada Togliatti                                |               |
| 1998/1999 | Jewgienij Korieszkow                           | Mietałłurg Magnitogorsk                       |               |
| 1999/2000 | Andriej Markow                                 | Dinamo Moskwa                                 |               |
| 2000/2001 | Andriej Razin                                  | Mietałłurg Magnitogorsk                       |               |
| 2001/2002 | Andriej Kowalenko                              | Łokomotiw Jarosław                            |               |
| 2002/2003 | Andriej Kowalenko                              | Łokomotiw Jarosław                            |               |
| 2003/2004 | Oleg Twierdowski                               | Awangard Omsk                                 |               |
| 2004/2005 | Pawieł Daciuk                                  | Dinamo Moskwa                                 |               |
| 2005/2006 | Aleksiej Morozow                               | Ak Bars Kazań                                 |               |
| 2006/2007 | Nikołaj Kulomin                                | Mietałłurg Magnitogorsk                       |               |
| 2007/2008 | Aleksiej Jaszyn                                | Łokomotiw Jarosław                            |               |
| 2008/2009 | Danis Zaripow                                  | Ak Bars Kazań                                 |               |
| 2009/2010 | Aleksandr Radułow                              | Saławat Jułajew Ufa                           |               |
| 2010/2011 | Aleksandr Radułow                              | Saławat Jułajew Ufa                           |               |
| 2011/2012 | Aleksandr Radułow                              | Saławat Jułajew Ufa                           |               |
| 2012/2013 | Siergiej Moziakin                              | Mietałłurg Magnitogorsk                       |               |
| 2013/2014 | Siergiej Moziakin                              | Mietałłurg Magnitogorsk                       |               |
| 2014/2015 | Aleksandr Radułow                              | CSKA Moskwa                                   |               |
| 2015/2016 | Siergiej Moziakin                              | Mietałłurg Magnitogorsk                       |               |
| 2016/2017 | Siergiej Moziakin                              | Mietałłurg Magnitogorsk                       |               |
| 2017/2018 | Nikita Gusiew                                  | SKA Sankt Petersburg                          |               |
| 2018/2019 | nie przyznano                                  | nie przyznano                                 | nie przyznano |
| 2019/2020 | Dmitrij Jaškin                                 | Dinamo Moskwa                                 |               |
| 2020/2021 | Wadim Szypaczow                                | Dinamo Moskwa                                 |               |
| 2021/2022 | Wadim Szypaczow                                | Dinamo Moskwa                                 |               |
| 2022/2023 | Dmitrij Jaškin                                 | SKA Sankt Petersburg                          |               |
| 2023/2024 | Nikita Gusiew                                  | Dinamo Moskwa                                 |               |
| 2024/2025 | Joshua Leivo                                   | Saławat Jułajew Ufa                           |               |